# Lola T97/30
La Lola T97/30 è una monoposto da competizione costruita dalla Lola Racing Cars per prendere parte al campionato Mondiale di Formula 1 1997 sotto le insegne del team MasterCard Lola.
Vettura ambiziosa, in quanto sviluppata da un'azienda presente da decenni nel mondo della Formula 1 come fornitore, e che per il debutto come costruttore aveva racimolato sponsorizzazioni rilevanti, alla prova della pista si rivelò talmente poco performante da essere ritirata dopo un solo Gran Premio.
In ragione di ciò, essa è generalmente considerata una delle peggiori monoposto mai iscrittesi al mondiale della massima categoria motoristica.

## La vettura
Nel 1995 Eric Broadley, fondatore e patron della casa motoristica Lola, dopo oltre tre decenni trascorsi nell'ambito della Formula 1 come fornitore di componenti e telai per conto terzi, decise d'impegnarsi direttamente nel circus allestendo una propria squadra e costruendo una propria macchina.
Dopo aver costruito il prototipo denominato T95/30 e averlo testato con Allan McNish al volante, la carenza di fondi non permise alla squadra britannica di arrivare al debutto agonistico.
Lo stallo durò fino al 1996, allorché l'intervento economico di MasterCard garantì alla Lola la liquidità necessaria per avviare definitivamente il "progetto Formula 1". Broadley aveva programmato di arrivare all'esordio agonistico nella stagione 1998; tuttavia tre mesi prima dell'inizio del mondiale 1997 egli dovette cedere alle pressioni degli sponsor, che gli chiedevano di debuttare immediatamente.
La vettura, battezzata T97/30, venne quindi sviluppata in tempi molto ristretti, senza avere modo di sostenere collaudi in pista o in galleria del vento. In breve vennero inoltre decise le partnership tecniche, ovvero motori Ford mutuati da quelli montati dalla Sauber l'anno precedente, pneumatici Bridgestone e carburante Pennzoil; simili tempistiche riguardarono i piloti da schierare, l'italiano Vincenzo Sospiri e il brasiliano Ricardo Rosset.

## Carriera agonistica

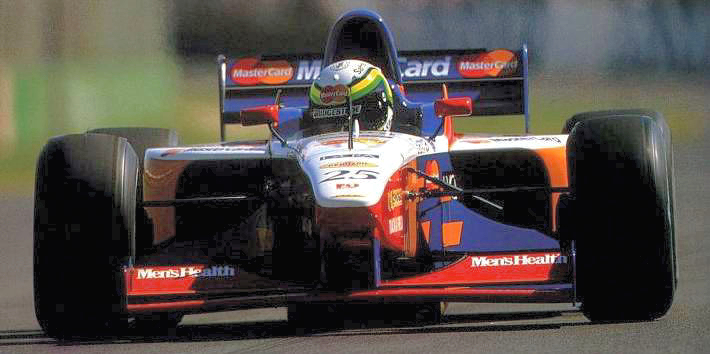
Rosset alla guida della T97/30

L'avventura della Lola in Formula 1 fu decisamente breve e bastò a dimostrare quanto l'insieme del progetto fosse concettualmente errato: l'aerodinamica era inefficiente, il propulsore Ford era vetusto e poco potente, e la meccanica fragile.
Già nelle prove libere del Gran Premio d'Australia, gara d'esordio della stagione 1997, risultò praticamente impossibile distinguere i giri di lancio da quelli cronometrati, tanta era la differenza tra le velocità delle vetture britanniche e quelle degli altri team, finanche quelli meno performanti. Rosset inoltre dovette interrompere anticipatamente la prima sessione di prove a seguito di un testacoda che lo portò a urtare un muretto e danneggiare l'alettone anteriore. In ambedue le sessioni le T97/30 pagarono oltre 10 secondi di distacco dal miglior tempo cronometrato.
Nelle qualifiche del sabato i tempi vennero abbassati, ma la migliore delle Lola non riuscì a scendere sotto i 10" di distacco dalla pole position, fatta segnare dalla Williams di Jacques Villeneuve: per la precisione, Sospiri terminò la sessione con 11"603 di ritardo mentre Rosset, alle prese con problemi al cambio, accusò 12"717. Tanto divario, essendo superiore al 107% del miglior tempo, costò alle due vetture britanniche l'esclusione dalla gara di Albert Park ai sensi del regolamento dell'epoca.
Tale risultato, fortemente deludente, spinse la MasterCard a ritirare immediatamente le proprie sovvenzioni. La decisione, giunta mentre la squadra si stava trasferendo in Brasile per la seconda gara della stagione, con le vetture già recapitate a Interlagos, sancì la repentina fine dell'esperienza della Lola come costruttore di Formula 1.

## Risultati F1
| Anno | Vettura | Motore                   | Gomme | Piloti  |    |     |  |  |  |  |  |  |  |  |  |  |  |  |  |  |  |  |  |  |  |  |  |  | Punti | Pos. |
| ---- | ------- | ------------------------ | ----- | ------- | -- | --- |  |  |  |  |  |  |  |  |  |  |  |  |  |  |  |  |  |  |  |  |  |  | ----- | ---- |
| 1997 | T97/30  | Ford-Cosworth ED4 3.0 V8 | B     | Sospiri | NQ | NPR |  |  |  |  |  |  |  |  |  |  |  |  |  |  |  |  |  |  |  |  |  |  | 0     |      |
| 1997 | T97/30  | Ford-Cosworth ED4 3.0 V8 | B     | Rosset  | NQ | NPR |  |  |  |  |  |  |  |  |  |  |  |  |  |  |  |  |  |  |  |  |  |  | 0     |      |